# سوني لي
سوني لي (بالإنجليزية: Sonny Lee)‏ هو عازف مترددة ‏ أمريكي، ولد في 26 أغسطس 1904 في هانتسفيل في الولايات المتحدة، وتوفي في 17 مايو 1975 في أماريلو في الولايات المتحدة.

## وصلات خارجية
- سوني لي على موقع ميوزك برينز (الإنجليزية)
- سوني لي على موقع أول ميوزيك (الإنجليزية)
- سوني لي على موقع ديسكوغز (الإنجليزية)